# Gomesa riograndensis
Gomesa riograndensis är en orkidéart som först beskrevs av Célestin Alfred Cogniaux, och fick sitt nu gällande namn av Mark W. Chase och Norris Hagan Williams. Gomesa riograndensis ingår i släktet Gomesa och familjen orkidéer. Inga underarter finns listade i Catalogue of Life.

## Bildgalleri

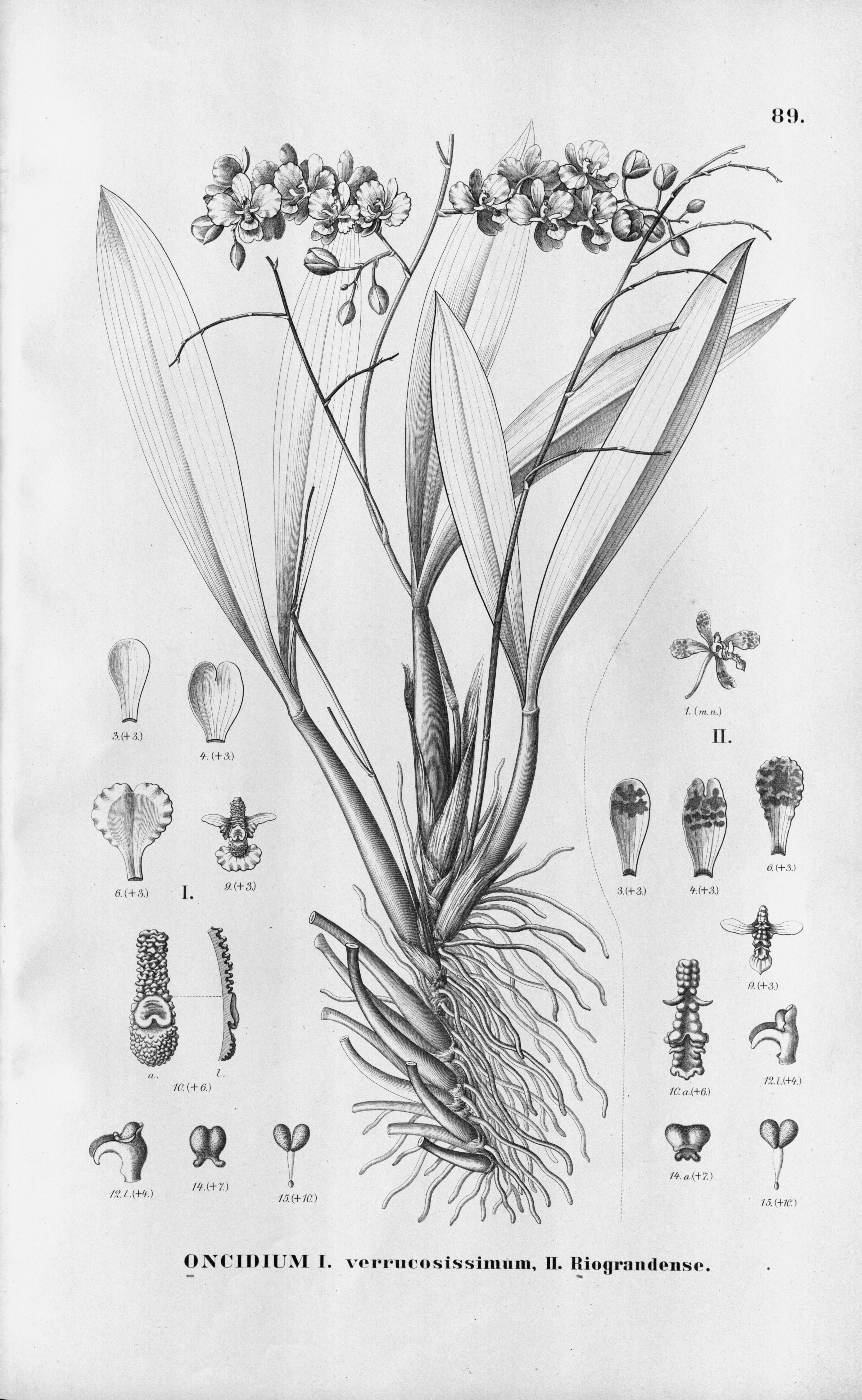